# モンロー計算機

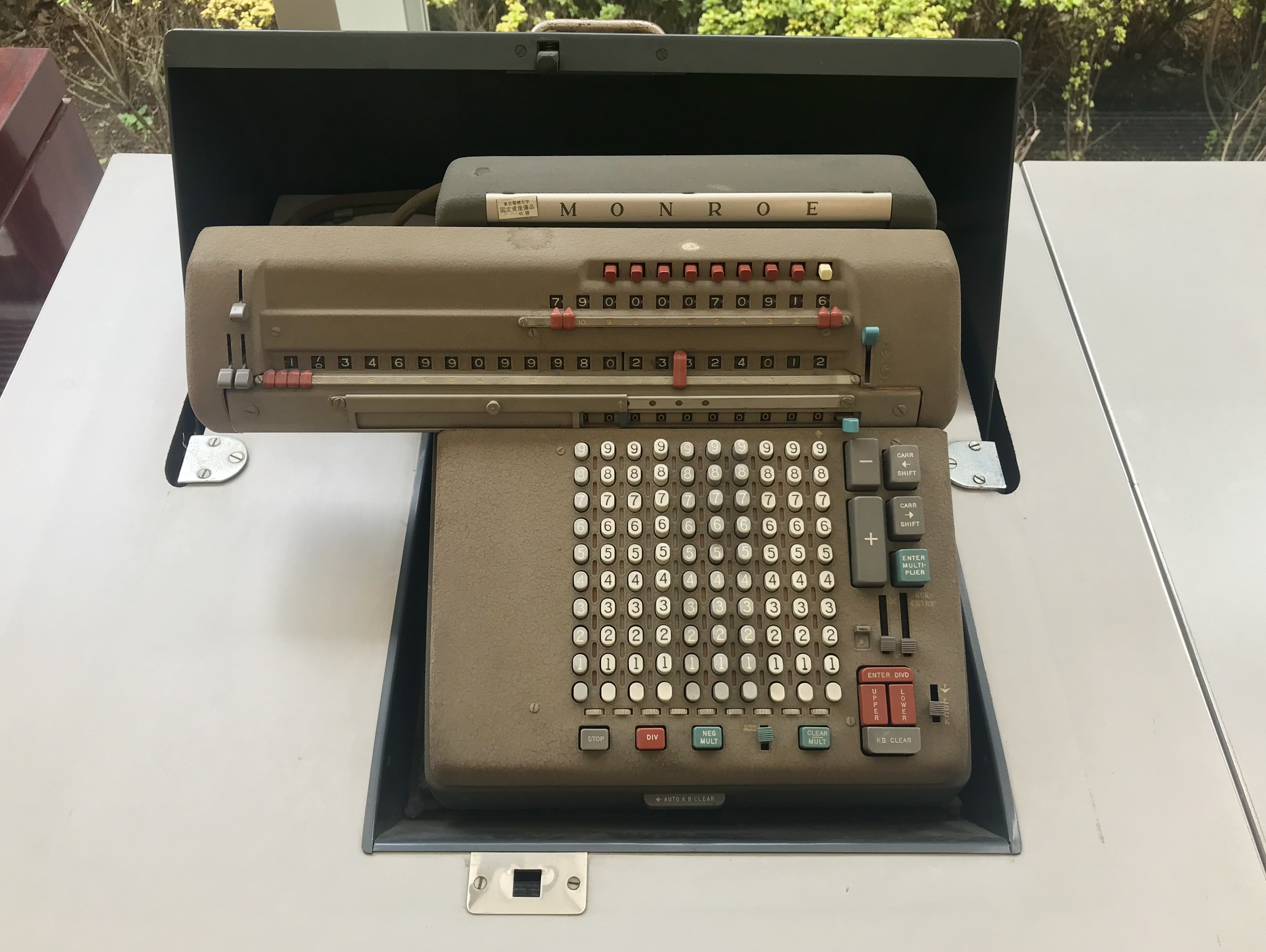
モンロー計算機（型番6N-212）

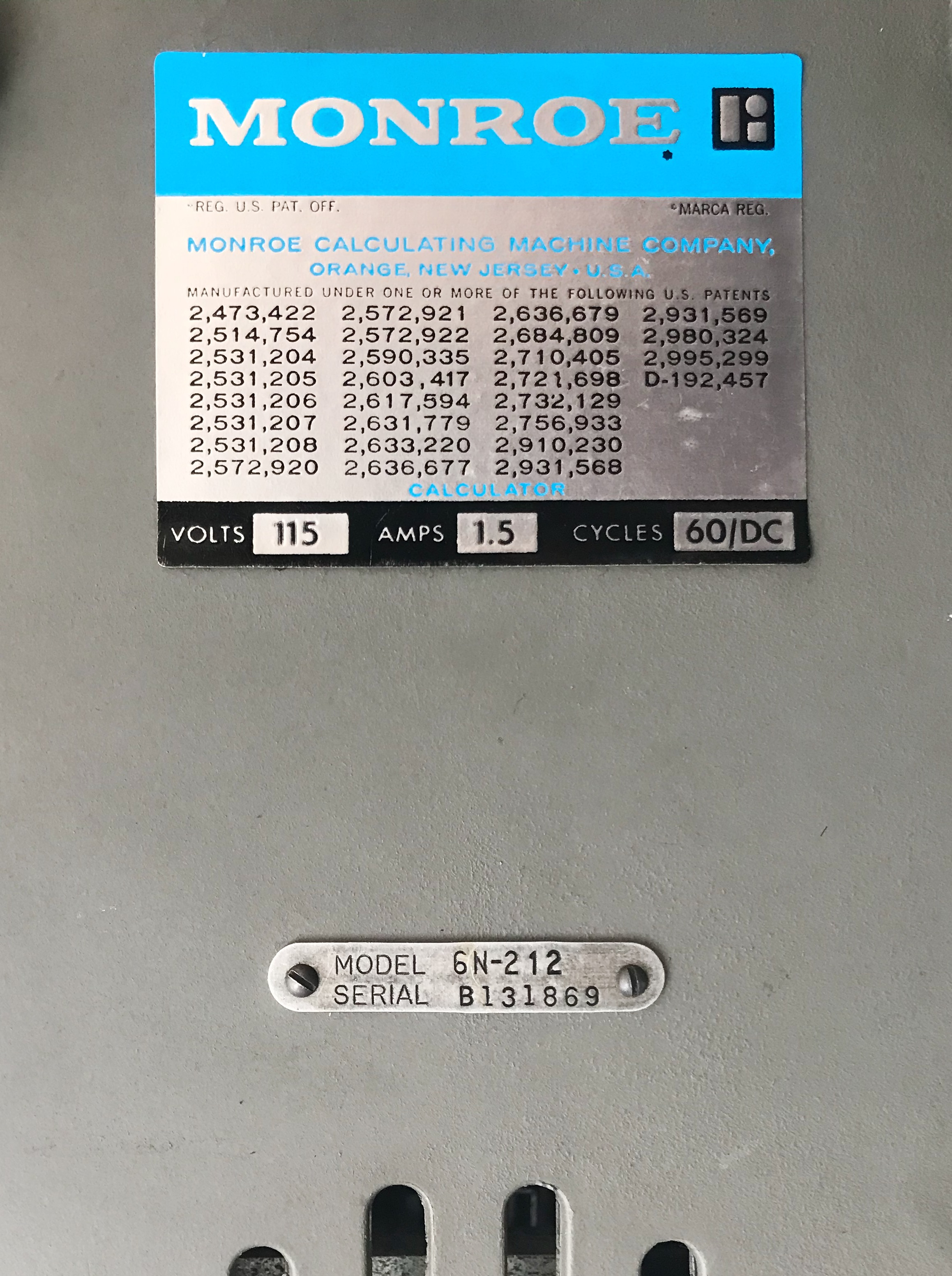
モンロー計算機（型番6N-212）裏面

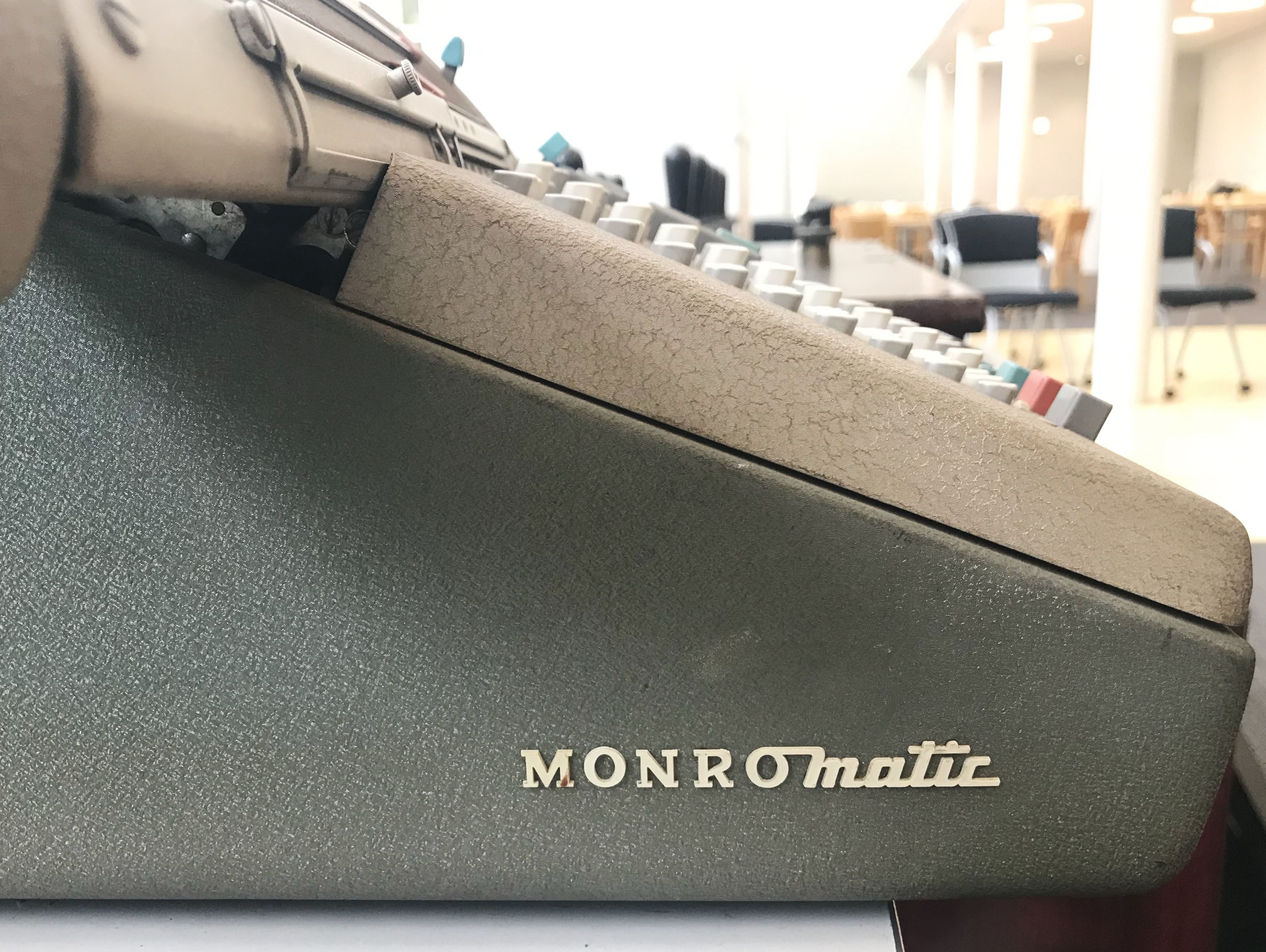
モンロー計算機（型番6N-212）側面

モンロー計算機（モンローけいさんき）はモンロー計算機社が開発した機械式計算機。

## 歴史
モンロー計算機は世界で最初のキーボード式（ボタン操作式）計算機としてアメリカのモンロー計算機社より販売された。日本には1918年より丸善が代理店となり販売開始となった。手回し式の手動式計算機から電動式計算機へ改良が進んだ。のちに計算機は電卓によっておきかえられた。

## モンロー計算機社

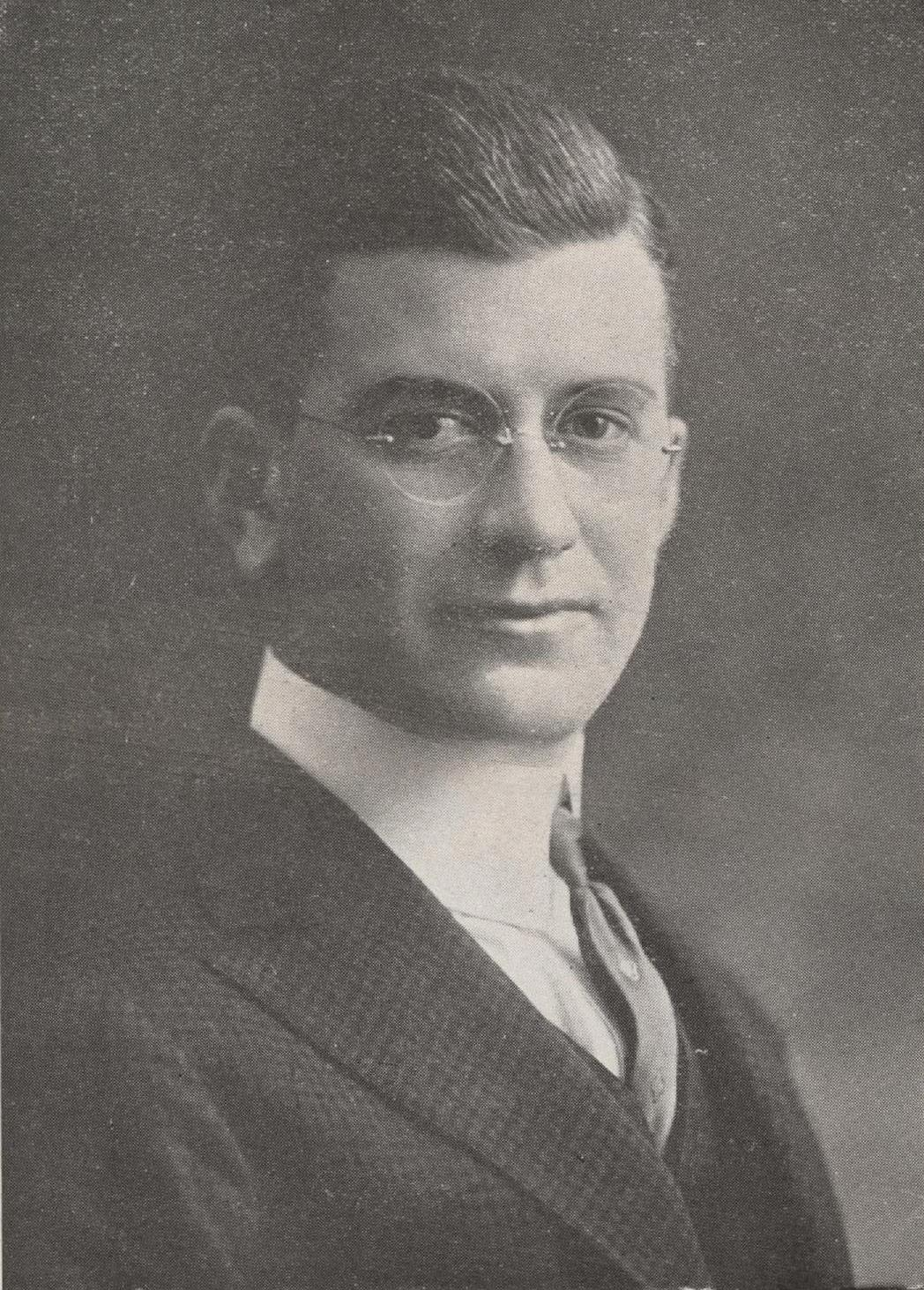
Portrait of Jay Randolph Monroe

1883年1月6日にミシガン州サウスヘブンで生まれたジェイ・ランドルフ・モンロー三世は、1903年ミシガン大学で法学の学位を取得した。1911年にフランク・スティーヴン・ボールドウィンによるボールドウィン計算機を初めて見たモンローは、翌1912年にボールドウィンと共にモンロー計算機社を設立した。この時ボールドウィンが持つ特許を買い取った。ニュージャージー州ニューアークで計算機の製造開始後、1914年に初めての製品を発表した。

## 電動式

### 形状と使用法
形状は手前に樹脂製の数字キーが桁数分並んでいるフルキー方式である。
加数・非加数などは数字キーでセットする。命令キーボタンを押すと自動的に計算され、計算結果表示部に表示される。計算速度は手動式より速いが音が大きい。

## 型番

### SS型
- SS-160（計算能力8×8=16桁/手動式/ケース付）
- SS-200（計算能力10×10=20桁/手動式/ケース付）

### L型
- L-160x（計算能力8×8=16桁/手動式）
- L-200X（計算能力10×10=20桁/手動式）
- LA-160x（計算能力8×8=16桁/電動式）
- LA-200X（計算能力10×10=20桁/電動式）
- LA-5-160（計算能力8×8=16桁/電動自動式）
- LA-5-200（計算能力10×10=20桁/電動自動式）
- LA-6-200-C（計算能力10×10=20桁/全自動式）

### M型
- M-3-173（計算能力8×8=17桁/手動式）
- M-3-213（計算能力10×10=21桁/手動式）
- MA-3-173（計算能力8×8=17桁/電動式）
- MA-3-213（計算能力10×10=21桁/電動式）
- MA-5-173（計算能力8×8=17桁/電動自動式）
- MA-5-213（計算能力10×10=21桁/電動自動式）

### K型
- K-120（計算能力6×6=12桁/手動式）
- K-160（計算能力6×6=12桁/手動式）
- K-200（計算能力10×10=20桁/手動式）
- KAS-163（計算能力6×6=12桁/電動自動式）
- KAS-203（計算能力10×10=20桁/電動自動式）
- KASC-163（計算能力6×6=12桁/電動自動式）
- KASC-203（計算能力10×10=20桁/電動自動式）